# Цецёры
Цецёры (пол. Cieciory) — деревня в Кольненском повете Подляского воеводства Польши. Входит в состав гмины Туросль. По данным переписи 2011 года, в деревне проживало 346 человек.

## География
Деревня расположена на северо-востоке Польши, на правом берегу реки Писа, на расстоянии приблизительно 13 километров к юго-западу от города Кольно, административного центра повета. Абсолютная высота — 109 метров над уровнем моря.

## История
Согласно «Списку населенных мест Ломжинской губернии», в 1906 году в деревне Цециоры проживало 675 человек (311 мужчин и 364 женщины). В конфессиональном отношении всё население деревни исповедовало католицизм. В административном отношении деревня входила в состав гмины Туросль Кольненского уезда.
В период с 1975 по 1998 годы деревня являлась частью Ломжинского воеводства.